# Arend Agthe
Arend Agthe (ur. 19 lutego 1949 w Rastede) – niemiecki reżyser filmowy i scenarzysta.

## Filmografia

### Reżyser
- 1997 Küstenwache
- 1994 Karakum
- 1988 Der Sommer des Falken
- 2008 Śpiąca królewna

### Scenarzysta
- 1997 Küstenwache
- 1994 Karakum
- 1988 Der Sommer des Falken
- 2008 Śpiąca królewna